# Josef från Arimataia

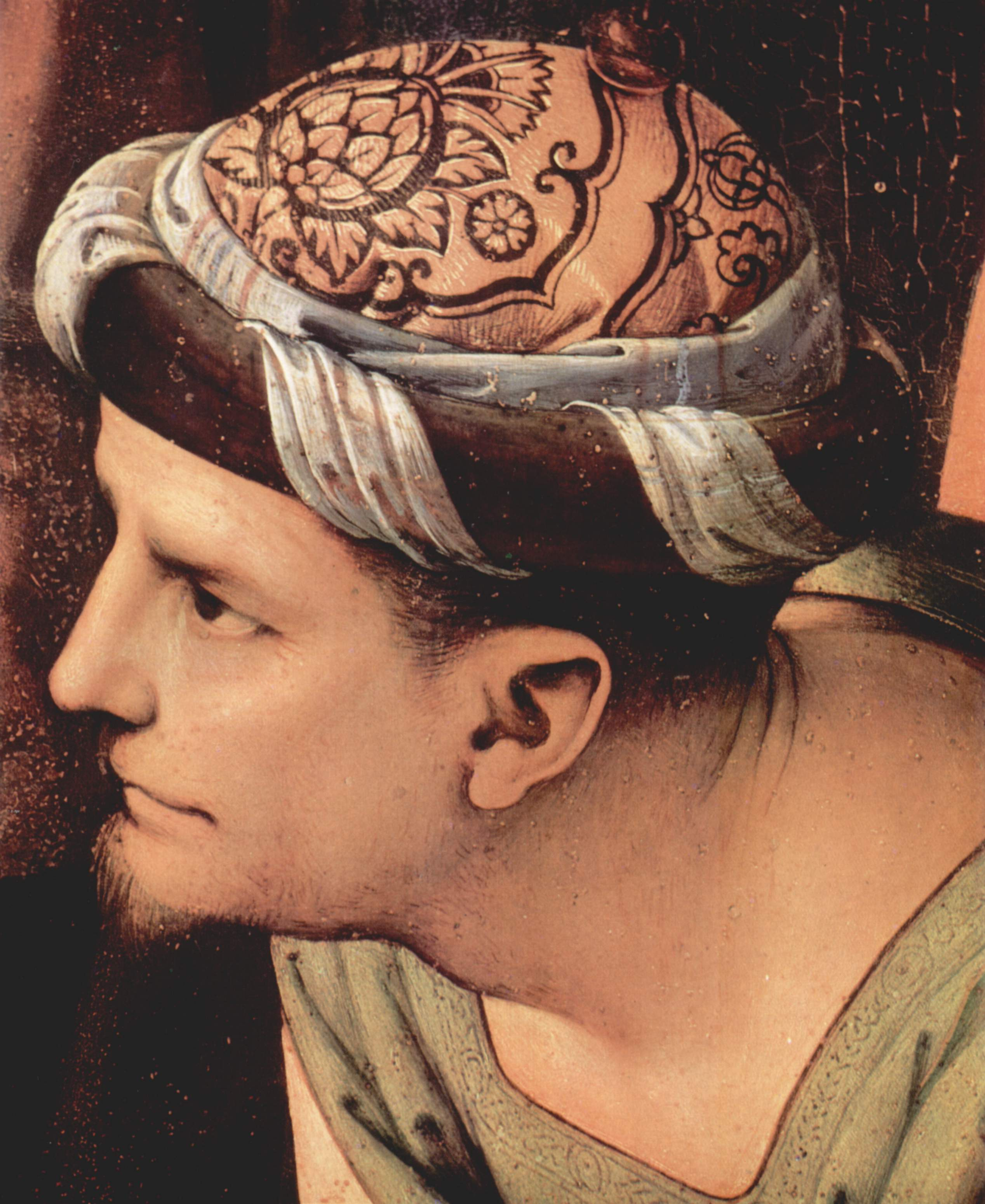
Joseph från Arimataia. Detalj ur en större målning av Pietro Perugino

Josef från Arimataia var, enligt de nytestamentliga evangelierna, en judisk ledare och medlem i det styrande råd som kallades för Sanhedrin. Han var lärjunge till Jesus i hemlighet av rädsla för judarna och omtalas i bland annat Markusevangeliet 15:42–47. Han är helgonförklarad inom Romersk-katolska kyrkan med festdag den 17 mars. I de östliga kyrkorna räknas han som en av myrrbärarna.
Josef bad Pilatus om att få ta ner Jesu kropp efter korsfästelsen. Pilatus blev förvånad över att Jesus redan hade dött. Han kallade till sig officeren och frågade om Jesus verkligen var död. När han fick veta det av officeren, skänkte han Josef den döda kroppen. Josef och Nikodemus lindade Jesu kropp med linnebindlar tillsammans med en blandning av myrra och aloe. De begravde Jesus intill platsen där han blivit korsfäst i Josefs familjegrav. Graven var placerad inuti ett berg och var uthuggen och låg i en trädgård. Enligt judisk lag var det förbjudet att ha gravar inne i samhället. Det var bråttom att  begrava Jesus eftersom det var den judiska förberedelsedagen och sabbaten just skulle börja då det var förbjudet för judar att utföra någon form av fysiska aktiviteter överhuvudtaget.
Under medeltiden uppkom legenden att Josef skulle ha besökt Avalon. Han förknippas därigenom med Artursagan och den heliga Graal, det kärl för vinet i vilket Jesus instiftade nattvarden, och i vilket Josef samlade blodet som rann från Jesu kropp vid hans korsfästelse. Han skall även ha planterat törnet som hade varit pressat runt Jesu panna vid Glastonbury kloster. Det berättades allmänt ganska mycket om Josef från Arimataia under medeltiden, bland annat att han skulle ha varit romersk soldat en gång i tiden.